# Dimensione extra
In fisica, per dimensione extra si intende una dimensione - indifferentemente spaziale o temporale - aggiuntiva alle quattro di cui abbiamo continuamente esperienza (larghezza, altezza, profondità e tempo).

## Studi
Attualmente, vi sono molte teorie fisiche, principalmente nell'ambito della ricerca di una teoria del tutto, che ipotizzano l'esistenza di una o più dimensioni extra - la più famosa delle quali è la teoria delle stringhe, che ipotizza fino a 26 dimensioni extra. Tali dimensioni sarebbero inaccessibili all'esperienza quotidiana in quanto i loro effetti (quelli che servirebbero per provare la loro esistenza) sono confinati a scale ultramicroscopiche, vicine o addirittura inferiori a quella della lunghezza di Planck. La varietà differenziabile Calabi-Yau è un modello a 6 dimensioni.
Tipicamente, la geometria spaziale prodotta da queste dimensioni è sempre più complessa all'aumentare delle dimensioni in quanto gli ipervolumi che si creano in questi spazi hanno molte più geodetiche, cioè cammini che identificano punti lontani in detto spazio. Questo aumento di complessità determina un allontanamento dalla geometria euclidea.

### Testi divulgativi
- Particelle, stringhe e altro di Warren Siegel, Di Renzo Editore (2008), ISBN 88-8323-204-6
- L'Universo Elegante di Brian Greene, Einaudi (2000), ISBN 88-06-15523-7
- La Trama del Cosmo di Brian Greene, Einaudi (2004), ISBN 88-06-18091-6
- Odissea nello zeptospazio di Gian Francesco Giudice, Springer (2010), ISBN 978-88-470-1630-9
- La Materia-Specchio di Robert Foot, Macro Edizioni (2005) ISBN 88-7507-448-8
- Un Universo Diverso di Robert Laughlin, Codice Edizioni (2006) ISBN 88-7578-033-1
- Il Cervello Quantico di Jeffrey Satinover, Macro Edizioni (2002) ISBN 88-7507-408-9
- Il Giardino delle Particelle di Gordon Kane, Tea Edizioni (1997) ISBN 88-502-0125-7
- Il Paesaggio Cosmico: Dalla teoria delle stringhe al megaverso di Leonard Susskind, Adelphi (2006), ISBN 88-459-2153-0
- Neanche sbagliata. Il fallimento della teoria delle stringhe e la corsa all'unificazione delle leggi della fisica. di Peter Woit, Codice Edizioni, (2007) ISBN 88-7578-072-2
- Rischiare con Dio (dopo Einstein) di Antonino Palumbo, Edizioni Scientifiche Italiane, (2006), ISBN 88-495-1257-0
- L'Unificazione della Conoscenza di Antonino Palumbo, Edizioni Scientifiche Italiane, (2008), ISBN 978-88-495-1745-3

### Manuali
- Michael Green, John Schwarz and Edward Witten, Superstring theory, Cambridge University Press (1987). Il libro di testo originale.
  - Vol. 1: Introduction, ISBN 0-521-35752-7.
  - Vol. 2: Loop amplitudes, anomalies and phenomenology, ISBN 0-521-35753-5.
- Johnson, Clifford, D-branes, Cambridge University Press (2003). ISBN 0-521-80912-6.
- Joseph Polchinski, String Theory, Cambridge University Press (1998). Un testo moderno.
  - Vol. 1: An introduction to the bosonic string, ISBN 0-521-63303-6.
  - Vol. 2: Superstring theory and beyond, ISBN 0-521-63304-4.
- Zwiebach, Barton.  A First Course in String Theory.  Cambridge University Press (2004).  ISBN 0-521-83143-1.  Sono disponibili correzioni  online.